# Họ Đuôi lụa
Họ Đuôi lụa (danh pháp khoa học: Lamproliidae) là danh pháp khoa học được đề xuất cho một họ chim.

## Phân loại học
Chim đuôi lụa (Lamprolia victoriae) được Irestedt et al. phát hiện là không thuộc họ Monarchidae mà có quan hệ họ hàng gần với các loài rẻ quạt trong họ Rhipiduridae.
Loài 'chèo bẻo lùn' (Chaetorhynchus papuensis) kỳ dị ở New Guinea là họ hàng gần nhất của đuôi lụa ở Fiji và chúng có quan hệ họ hàng gần với Rhipiduridae. Do đó, từ 2009 trở lại gần đây người ta thường coi chúng tạo thành một phân họ trong họ Rhipiduridae.
Tuy nhiên, Jønsson et al. (2016) ước tính tổ tiên chung của hai loài này đã xuất hiện cách ngày nay khoảng 22 triệu năm, làm cho việc xếp chúng thành một họ riêng biệt là có cơ sở. Họ này nếu được chấp nhận sẽ có tên gọi là Lamproliidae Wolters, 1977. Ngược lại, tổ tiên chung gần nhất của các loài rẻ quạt thật sự dường như chỉ xuất hiện cách ngày nay chừng 15 triệu năm.
Eutrichomyias rowleyi nguyên được đặt trong họ Monarchidae. Tuy nhiên nghiên cứu của Jønsson et al. (2018) lại cho thấy nó có quan hệ họ hàng gần hơn cả với Lamprolia victoriae và được các tác giả xếp trong họ Lamproliidae.

## Các loài
- Chaetorhynchus papuensis Meyer, 1874 - Chèo bẻo lùn, rẻ quạt chèo bẻo. Phân bố: New Guinea.
- Lamprolia victoriae Finsch, 1874 - Đuôi lụa Taveuni. Phân bố: Đảo Taveuni (bắc Fiji).
- Lamprolia klinesmithi Ramsay EP, 1876 - Đuôi lụa Natewa.[9]. Phân bố: Đảo Vanua Levu (bắc Fiji).
- Eutrichomyias rowleyi (Meyer, 1878) - Đớp ruồi Rowley, đớp ruồi lam sẫm, thiên đường Rowley, thiên đường lam sẫm. Phân bố: Đảo Sangihe (Bắc Sulawesi).